# Verena Joos
Verena Joos (* 1951 in Lörrach) ist eine deutsche Autorin und Journalistin.

## Leben
Joos studierte zuerst Germanistik und Philosophie, anschließend war sie als Dramaturgin in Pforzheim, Freiburg und Kassel tätig. Viele freie Theaterproduktionen hat sie konzipiert und mitgestaltet, unter anderem in Zusammenarbeit mit Reinhard Karger, wie zum Beispiel die 50er Jahre-Revue Ich will keine Schokolade.
Heute ist sie freie Journalistin und Autorin.

### Privates
Sie ist mit dem Komponisten Reinhard Karger verheiratet, hat einen Sohn aus erster Ehe und eine Tochter und einen Sohn mit Karger. Sie lebt mit ihrer Familie seit dem Jahre 2008 in Wien.

## Werke

### Theaterstücke
- 2002: Ich will keine Schokolade
- 2003: Schluss mit Lustig – Die letzte Revue
- 2004: Dieses obskure Objekt der Begierde
- 2004: Spur der Steine
- 2005: Die Orchesterprobe: Acht Personen suchen eine Autorin
- 2006: Sesam, öffne dich!
- 2016: Seeblick
- 2018: Ziehen Sie mich aus! – Eine Liebeserklärung an das französische Chanson

## Auszeichnungen
- 2004: Kulturförderpreis der Stadt Kassel (zusammen mit Reinhard Karger)